# Inna Dierigłazowa
Inna Wasiljewna Dierigłazowa (ros. Инна Васильевна Дериглазова, ur. 10 marca 1990 w Kurczatowie) – rosyjska florecistka, czterokrotna medalistka olimpijska i wielokrotna medalistka mistrzostw świata.

## Kariera
W 2007 roku zdobyła złoty medal w indywidualnej rywalizacji kadetek na mistrzostwach świata juniorów w Belek. Na rozgrywanych rok później mistrzostwach świata juniorów w Acireale triumfowała wśród juniorek. Wkrótce potem wyszła za mąż i urodziła córkę. Wczesne macierzyństwo nie przeszkodziło jej w dalszym rozwoju kariery sportowej. Treningi przerwała na tydzień przed porodem by powrócić do nich dwa tygodnie po urodzeniu dziecka. Miesiąc potem zdobyła srebrny medal na mistrzostwach kraju. Następnie zdobyła złote medale indywidualnie i drużynowo na mistrzostwach świata juniorów w Baku w 2010 roku.
Wystartowała na igrzyskach olimpijskich w Londynie w 2012 roku, wspólnie z Aidą Szanajewą, Łarisą Korobiejnikową i Kamiłłą Gafurzianową zdobywając srebrny medal w rywalizacji drużynowej. Na tej samej imprezie odpadła w drugiej rundzie turnieju indywidualnego. Na rozgrywanych cztery lata później igrzyskach w Rio de Janeiro zwyciężyła w rywalizacji indywidualnej, pokonując w finale Włoszkę Elisę Di Franciscę 12:11. Brała też udział w igrzyskach olimpijskich w Tokio, gdzie indywidualnie była druga, w finale przegrywając z Lee Kiefer z USA 13:15. Ponadto Rosjanki w składzie: Łarisa Korobiejnikowa, Inna Dierigłazowa, Adielina Zagidullina i Marta Martjanowa zwyciężyły w rywalizacji drużynowej. 
Wielokrotnie zdobywała medale mistrzostw świata w zawodach drużynowych, w tym złote na MŚ w Katanii (2011), MŚ w Rio de Janeiro (2016) i MŚ w Budapeszcie (2019), srebrne na MŚ w Kazaniu (2014) i MŚ w Moskwie (2015) oraz brązowe podczas MŚ w Budapeszcie (2013) i MŚ w Lipsku (2017). Ponadto zwyciężała w rywalizacji indywidualnej na MŚ w Moskwie (2015), MŚ w Lipsku (2017) i MŚ w Budapeszcie (2019), a na MŚ w Budapeszcie (2013) była trzecia.
Na mistrzostwach Europy w Lipsku w 2010 roku była trzecia indywidualnie i drużynowo. Następnie zdobywała srebro drużynowo na mistrzostwach Europy w Sheffield (2011), złoto indywidualnie i brąz drużynowo na mistrzostwach Europy w Legnano (2012), srebro drużynowo na mistrzostwach Europy w Strasburgu (2014) i mistrzostwach Europy w Montreux (2015) oraz złoto drużynowo na mistrzostwach Europy w Toruniu (2016). Na kolejnych trzech imprezach tego cyklu stawała na podium w obu konkurencjach: na mistrzostwach Europy w Tbilisi (2017) zajmowała drugie miejsca, na mistrzostwach Europy w Nowym Sadzie (2018) była najlepsza indywidualnie i druga drużynowo, a na mistrzostwach Europy w Düsseldorfie (2019) była najlepsza drużynowo i druga indywidualnie.
W 2012 roku odznaczona medalem orderu „Za zasługi dla Ojczyzny”. Studiowała prawo.